# آرون لانگ
آرون لانگ (انگلیسی: Aaron Long؛ زادهٔ ۱۲ اکتبر ۱۹۹۲) بازیکن فوتبال اهل ایالات متحده آمریکا است.
از باشگاه‌هایی که در آن بازی کرده‌است می‌توان به پورتلند تیمبرز، باشگاه فوتبال نیویورک رد بولز، باشگاه فوتبال اورنج کانتی بلوز، و باشگاه فوتبال سیاتل ساندرز اشاره کرد.
وی همچنین در تیم ملی فوتبال ایالات متحده آمریکا بازی کرده‌است.